# Seigneurie de Tyr
La seigneurie de Tyr est située un vassal du royaume de Jérusalem, un des États latins d'Orient, aux douzième et treizième siècles.

## Histoire
Tyr fut pris par les Croisés en 1124 et inclus dans le domaine royal. Il fut l'unique port qui résista en 1187 à Saladin, sous la conduite de Conrad de Montferrat, qui s'intitula prince de Tyr. Quand celui-ci devint roi de Jérusalem, Tyr revint au domaine royal, puis fut donné en fief à Philippe de Montfort en 1246.

## Géographie
Seigneurie littorale, située entre Scandalion et le comté de Sidon.

## Féodalité
Suzerain : le roi de Jérusalem

## Liste des seigneurs
1124-1188 : domaine royal
1188-1192 : Conrad de Montferrat
1192-1246 : domaine royal
1246-1270 : Philippe de Montfort
marié à Marie d'Antioche, dame de Toron
1270-1283 : Jean de Montfort, fils du précédent, seigneur de Toron et de Tyr
marié à Marguerite de Lusignan, sœur d'Hugues III de Chypre
1283-1284 : Onfroy de Montfort, frère du précédent
marié à Echive d'Ibelin
À sa mort, le roi Henri II de Chypre reprend Tyr et le donne à son frère Amaury
1284-1291 : Amaury de Lusignan (mort en 1310)
marié à Isabelle d'Arménie (1275-1323)